# Deutsche Meisterschaften im Rennrodeln 1993
Die Deutschen Meisterschaften im Rennrodeln 1993 wurden im Dezember 1992 in Oberhof ausgetragen.
Georg Hackl hatte seinen Verzicht auf eine Teilnahme erklärt und war nicht am Start.

## Ergebnisse

### Damen
| Platz | Sportlerin        | Verein         | Zeit     |
| ----- | ----------------- | -------------- | -------- |
| 1     | Gabriele Kohlisch |                | 1:29,012 |
| 2     | Sylke Otto        |                | 1:29,078 |
| 3     | Silke Kraushaar   | Oberhof        | 1:29,253 |
| 4     | Jana Bode         | Winterberg     | 1:29,412 |
| 5     | Katrin Schneider  | Oberhof        | 1:29,694 |
| 6     | Peggy Göpfert     | Oberhof        | 1:29,804 |
| 7     | Susi Erdmann      | Oberhof        | 1:29,914 |
| 8     | Sandra Prokoff    | Winterberg     | 1:30,634 |
| 9     | Sandy Müller      | Oberwiesenthal | 1:31,695 |
| 10    | Katrin Kühne      | Ilsenburg      | 1:33,949 |

### Herren
| Platz | Sportler            | Verein        | Zeit     |
| ----- | ------------------- | ------------- | -------- |
| 1     | Jens Müller         | Oberhof       | 1:24,351 |
| 2     | René Friedl         | Winterberg    | 1:24,569 |
| 3     | Stefan Krauße       | Oberhof       | 1:24,629 |
| 4     | Karsten Albert      | Friedrichroda | 1:24,636 |
| 5     | Jochen Pietzsch     | Oberhof       | 1:24,637 |
| 6     | Sebastian Schiffner | Winterberg    | 1:24,724 |

### Doppelsitzer
| Platz | Sportler                          | Verein         | Zeit                  |
| ----- | --------------------------------- | -------------- | --------------------- |
| 1     | Steffen Skel Steffen Wöller       | Winterberg     | 1:27,814              |
| 2     | Stefan Krauße Jan Behrendt        |                | 1:28,436              |
| 3     | Mike Paulin Karsten Lindner       | Oberwiesenthal | 1:28,510              |
| 4     | Frank-Peter Barnekow Sandro Zettl | Altenberg      | 1:28,551              |
| 5     | Yves Mankel Thomas Rudolph        | Winterberg     | kein Start im 2. Lauf |